# Teenage Poetry
A Teenage Poetry a Chandeen nevű német együttes hetedik nagylemeze, mely 2008-ban jelent meg a Projekt kiadásában.

## Az album dalai
1. – Teenage Poetry (2:08)
2. – Welcome the Still (4:17)
3. – New Colouring Horizon (3:50)
4. – At the End of All Days (4:23)
5. – From the Inside (4:53)
6. – A Last Goodbye (2:19)
7. – Looking Forward, Looking Back (5:47)
8. – Clean the Traces (4:32)
9. – The Coming Dawn (5:49)
10. – The Sentiments of an Old Love Story (3:33)
11. – Dreaming a Thousand Dreams (11:43) – rejtett szám 5:43-tól: Tomorrow (5:56)

## Közreműködők
- Harald Löwy – zongora, szintetizátor
- Mike Brown – szintetizátor
- Julia Beyer – ének
- Florian Walther – gitár